# Amika (televíziós sorozat)
Az Amika belga televíziós filmsorozat, amelyet Joost Rekkers rendezett. A forgatókönyvet Hans Bourlon és Gert Verhulst írta. A Studio 100 készítette. Belgiumban a Ketnet vetítette, Magyarországon az M1 és az M2 sugározta.

## Ismertető
Marie-Claire és két barátnője Chanel és Hedwig, a szerencsés lányok. A szüleik gazdagok és mindent megvesznek nekik, amit kérnek. Nem így van ezzel Merel, akinek édesapja egy feltaláló és egyedül neveli fiát és akivel Merel meglehetősen szerény körülmények között él. Nem csodálkozni való, hogyha munka után néz. Marie-Claire-nek és két barátnőjének a legnagyobb baja, hogy nem tudják a nagy városok közül, hol shoppingoljanak, amíg Merel megpróbál a számlák kifizetésében besegíteni édesapjának. Marie-Claire édesanyjának és édesapjának van egy jövedelmező lovardája, ezen a helyen elrejtve tartják el az egyik legdrágább lovat a környéken. A ló nem más mint, Marie-Clairenek a tavalyi születésnapjára kapott ajándéka, akinek neve Amika.

## Szereplők
| Szerep                      | Színész            | Magyar hang        |
| --------------------------- | ------------------ | ------------------ |
| Merel De Ridder             | Moora Wander Weken | Talmács Márta      |
| Marie-Claire De La Fayette  | Véronique Leysen   | Csondor Kata       |
| Chanel van de Panhuyzen     | Debbie Crommelinck | Bogdányi Titanilla |
| Hedwig van Hilst            | Anita Nederlof     | Czető Zsanett      |
| Olivier 'Oli' De La Fayette | Niels Destadsbader | Baradlay Viktor    |
| Gringo Van den Broecke      | Gregory Van Damme  | Czető Roland       |
| Jan Zanders                 | Ken Verdoodt       | Markovics Tamás    |
| Julie Zanders               | Laurien Poelemans  | Pekár Adrienn      |
| Tijs De Ridder              | Bert Cosemans      | Szokol Péter       |
| Herbert De La Fayette       | Marc Coessens      | Haagen Imre        |
| Marie-Louise De La Fayette  | Veerle Eyckermans  | Orosz Anna         |
| Kelly van de Panhuyzen      | Daisy Thys         | Makai Andrea       |
| Casper Cox                  | Pieter Bamps       | Bozsó Péter        |

### További szereplők
- Barry Palerma
- John William
- Elvis Cardinero
- Ricardo de Bruyne
- Baron Rudolf
- Circusdirecteur Patricio
- Clown Umberto
- Saskia Jacobs
- Mathieu Lodewijkx
- Oli's manager Vincent Vos
- Opa Zanders
- Baron Van Stippelhout
- Antoine Van Stippelhout (zoon van de Baron)
- Patrick Vereycken (Dodenmuur-stuntman)
- Robbie Hogebrugge (Cindy's vaste vriend)
- Arian Van Dongeren
- Tv-reporter Arno
- Wedstrijdomroeper
- Kleermaker
- Lotte
- Cindy Scholten
- Jasmine Lodewijkx
- Floortje
- Akrobaat Sandro
- Marjolein
- Jolien
- Chris Bogaerts
- Jurylid

## Epizódok

### 1. évad (2008)
1. (?) Het verboden baantje
2. (?) Lipgloss & luxepaarden
3. (?) Paarse pumps & een super plan
4. (?) Subtiele geurtjes
5. (?) Barry Paler wiel
6. (?) Rijlaarzen & een tok van mama
7. (?) De grote Mathieu Lodewijks
8. (?) Een echte Gringo cocktail
9. (?) Verwende apen en mosselpraat
10. (?) Heer, zegen deze oesters
11. (?) Cadeautje van pappie
12. (?) De chocolade sprookjestaart
13. (?) Een roze paard voor Jasmin
14. (?) Slingers, sushi & champagne
15. (?) Het stomste cadeau ever
16. (?) Marie Claire sweet 16
17. (?) Het paard van Sinterklaas
18. (?) Het poppenhuis van mama
19. (?) Een brief voor Merel
20. (?) De verloofde van Oli
21. (?) Mango, komkommer & een hele hoop tabasco
22. (?) Het geheim van Amika
23. (?) Merel moet blijven
24. (?) Linzensoep met een rietje
25. (?) Florence van Parijs
26. (?) De paardenfluisteraar
27. (?) Stille oorlog in huize De Ridder
28. (?) Frietjes onder tafel
29. (?) Operatie Bonbonella
30. (?) Video's uit het verleden
31. (?) Chocolademelk & beloftes
32. (?) De super size Gringo sandwich
33. (?) Een beugeltje & rare vlechtjes
34. (?) Sexy stoer of college cute?
35. (?) Hakken tussen het stro
36. (?) Een weldoener uit Spanje
37. (?) De moord op Marie-Clair
38. (?) De grote zomerjumping
39. (?) Paardenvijgen en karnemelk
40. (?) Het opblaasbare tentenpak
41. (?) Voorbestemde liefde
42. (?) 10 manieren om Hedwig te pesten
43. (?) Toverkunsten en wonderwortels
44. (?) Paardrijles voor beginners
45. (?) Het ontslag van Casper
46. (?) Knapper Chris of Casper
47. (?) De val van Amika
48. (?) Het meesterwerk van Olivier
49. (?) De geheime amazone
50. (?) De laatste training
51. (?) Kleine meisjes worden groot
52. (?) En de winnaar is Merel

### 2. évad (2009-2010)
1. (?) Bekers en paardendromen
2. (?) Paarse bloemetjes voor Amika
3. (?) Aarde aan Merel, Aarde aan Merel...
4. (?) Tante Saskia
5. (?) Bloed en slijm voor Oli
6. (?) Who’s the new star!?
7. (?) De zieke straathondjes club
8. (?) De muffinautomaat
9. (?) Vers gesneden dvd’tjes
10. (?) The international singing sensation
11. (?) Eén, twee, Cha Cha Cha
12. (?) Spaghetti herinneringen
13. (?) Love for U
14. (?) Een historisch moment
15. (?) De robopony
16. (?) Het geniale wraakplan
17. (?) Leven uit de vuilnisbakken
18. (?) Davy Oliver & Roger Ringers
19. (?) Meer paardenkont asjeblieft
20. (?) Ik weet het, ik ben ook geweldig
21. (?) Huilen is voor kleine meisjes
22. (?) Levensgevaarlijke hoestbuien
23. (?) Californische hoestbonbons
24. (?) Intrede van een superster
25. (?) De Barry Palerma hysterie
26. (?) Jullie zijn een fantastisch publiek!?
27. (?) Helleuw!-How do you do?
28. (?) Leugenaars, valsaards & snotapen
29. (?) De zadel wissel truuk
30. (?) Geef toe, die Gringo is een lekker stuk
31. (?) Ongewenste gasten
32. (?) Reddende engel in nood. Je hart is zo groot
33. (?) De perfecte blind date
34. (?) Die John William is zo mijn type niet!?
35. (?) Die John William is zo mijn type!?
36. (?) Kriebeltjes in de buik
37. (?) Lekkere zwarte muizensnoepjes
38. (?) En jij bent het lelijke eendje!
39. (?) Rijke jongens & slordige meisjes
40. (?) Total makeover!
41. (?) Mysterieuze schoendozen
42. (?) Chocolade & witte wijn
43. (?) Spannende saunabezoekjes
44. (?) Wap, Wap, Wapedoewap!
45. (?) Barry, Barry, Barry. Dit is niet goed!
46. (?) De Amika spokenjacht
47. (?) Het meisje van Amika
48. (?) Vanille, chocola of mokka?
49. (?) Het land van Psychipi...Psyrochititi
50. (?) Barry wordt papa?
51. (?) Test. Éen twee...test! Hallow?
52. (?) De ingangsproef

### 3. évad (2010-2011)
1. (?) Jeses, hoe lang zijn jullie weg geweest?
2. (?) De Chi'Chu'Chips deal
3. (?) Een tientonner met pukkels en vettig haar
4. (?) Het Popspot dilemma
5. (?) Het love cocktail versierplan
6. (?) Ik ben zo'n goeie baas!?
7. (?) Abrikozen allergie
8. (?) Dorus Amika, Amika Dorus?
9. (?) Moederloze babyschildpadjes in Guatemala
10. (?) Paparazzi Chanel
11. (?) Stiekeme kusjes
12. (?) Liefdesbriefjes van je weet wel wie
13. (?) Twinkie de schildpad
14. (?) Rel op de paardenhoeve
15. (?) Staat je goed, rood!
16. (?) Het varkensplan
17. (?) Knor knor
18. (?) De zieke Oli computer truuk
19. (?) Niet slecht! Voor een paardensnul
20. (?) Duh! Nu ga ik zo hard winnen
21. (?) Oh Cindy! I love you!?
22. (?) De scoutsvriendin van Amika
23. (?) Nog een appeltje?
24. (?) Wit begint, zwart wint
25. (?) Merel de pizzabakker
26. (?) De kans van een leven
27. (?) Een zalfje van pommes en carottes
28. (?) Vergeet je tandenborstel niet
29. (?) Casino De La Fayette
30. (?) Pokerface
31. (?) Rien ne va plus!
32. (?) Flush. Rush? Flush!
33. (?) Merel De La Fayette
34. (?) De Oli fanclub
35. (?) De tandpastadopjes-controleur
36. (?) De pop heeft altijd gelijk
37. (?) Een nachtzoentje van Oli
38. (?) Helderziende Hedwig
39. (?) Op tournee in Amerika
40. (?) Is Oli verliefd op mij?
41. (?) Het verleden is het verleden
42. (?) Een voorschotje van 10.000 euro
43. (?) Een vriendendienstje
44. (?) Victor stinkvoet schoenen
45. (?) Je bent toch m'n knuffel?
46. (?) Een locomostrontkanariefantje
47. (?) Maak kennis met spion Mouskouri
48. (?) Slaan helpt altijd
49. (?) Ik was toch de sneeuwuil?
50. (?) Op Merel!
51. (?) Ik doe er nog 500 gram kaas bij
52. (?) Mama was trots op je geweest